# Lijst van burgemeesters van Oegstgeest
Dit is een lijst van burgemeesters van de Nederlandse gemeente Oegstgeest in de provincie Zuid-Holland.
| Ambtsperiode                    | Naam burgemeester                 | Partij of stroming | Bijzonderheden                      |
| ------------------------------- | --------------------------------- | ------------------ | ----------------------------------- |
| 1815 - 1849                     | Jacob Willem de Malnoe van Noort  |                    |                                     |
| 1849 - 1853                     | Jhr Karel Adriaan Theodoor Gevers |                    |                                     |
| 1853 - 1895                     | Hendrik Derk Terwee               |                    |                                     |
| 1895 - 1900                     | Jacob Mattheüs de Kempenaer       |                    |                                     |
| 1900 - 1930                     | J.G.M. van Griethuijsen           |                    |                                     |
| 1930 - 1942                     | A.J. van Gerrevink                |                    | was burgemeester van Oldemarkt      |
| 1942 - 1945                     | O.L.J. Sikkens                    | NSB                |                                     |
| 1945                            | A.J. van Gerrevink                |                    | was burgemeester van Oldemarkt      |
| 1946                            | J.H. Luiting Maten                | ARP                | waarnemend                          |
| 1946 - 1950                     | J.C. Baumann                      | CHU                |                                     |
| 1950 - 1968                     | H.L. du Boeuff                    | CHU                | was burgemeester van Maasland       |
| 1968 - 1979                     | Jhr. T.A.J. van Eysinga           | CHU                | was burgemeester van Hellevoetsluis |
| 1979 - 1998                     | S.H. (Sjoerd) Scheenstra          | CHU / CDA          |                                     |
| 1998 - 31 maart 2014            | E.M. (Els) Timmers-van Klink      | VVD                |                                     |
| 1 april 2014 - 11 februari 2016 | Jan Waaijer                       | CDA                | waarnemend burgemeester             |
| 15 februari 2016 - heden        | Emile Jaensch                     | VVD                | [ 3 ] [ 4 ]                         |